# Akpasang
Akpasang (ou Akpassang, Ekundukundu II) est un village du Cameroun, situé dans la Région du Sud-Ouest, à proximité de la frontière avec le Nigeria. Il est rattaché administrativement à la commune de Mundemba, dans le département du Ndian.

## Population
Lors du recensement de 2005 on y a dénombré 378 personnes.